# 馬萊楚尼亞內瀑布
馬萊楚尼亞內瀑布（Maletsunyane Falls）為南部非洲國家賴索托的瀑布，落差高度有192-（630-英尺）。該瀑布因坐落在塞蒙康鎮附近，因此又稱塞蒙康瀑布（Semonkong Falls）。該瀑布位於馬萊楚尼亞內河（Maletsunyane River），所在的岩石為三疊紀至侏羅紀時期的玄武岩。